# DIVER (ラジオ番組)
DIVER（ダイバー）はエフエム滋賀（e-radio）で毎週金曜日11:30 - 14:53に放送されている生ワイド番組。

## 概要
2021年4月2日スタート。
平日の編成が月曜日から木曜日と金曜日に分かれた編成が主流となっている民放FMにおいて、午後の金曜日の放送時間が午後の月曜日から木曜日までの放送時間より短いことが特徴である。
また、13時台に放送する当局唯一の自社制作による生ワイド番組である。
内包されている番組は他の自社制作の生ワイド番組に比べ少ない。

## パーソナリティ
- ムーディ勝山
- 池田愛恵里

## タイムスケジュール

### 11時台
- 11:37 - 快適生活ラジオショッピング

### 12時台
- 12:15 - Vivace recommend news

### 13時台
- 13:14 - 安全・安心ホットインフォメーション
- 13:55 - 交通情報
- 13:57 - 交通情報

### 14時台
- 14:15 - JFNラジオショッピング
- 14:43 - シガスポ

## 関連リンク
- パーソナリティ一覧

| e-radio 金曜 11:30 - 14:53 | e-radio 金曜 11:30 - 14:53 | e-radio 金曜 11:30 - 14:53 |
| 前番組                     | 番組名                     | 次番組                     |
| -------------------------- | -------------------------- | -------------------------- |
| chai                       | DIVER （2021年4月2日 - ）  | -                          |